# Xã McGregor, Quận Aitkin, Minnesota
Xã McGregor (tiếng Anh: McGregor Township) là một xã thuộc quận Aitkin, tiểu bang Minnesota, Hoa Kỳ. Năm 2010, dân số của xã này là 105 người.